# Rutger Hauer
Rutger Oelsen Hauer, nizozemski igralec, * 23. januar 1944, Breukelen, Nizozemska, † 19. julij 2019, Beetsterzwaag.
Igral je v nizozemskih in ameriških filmih.
Svojo kariero je začel leta 1969, ko ga je opazil režiser Paul Verhoeven in mu ponudil naslovno vlogo v nizozemski televizijski seriji Floris, leta 1973 pa je zaslovel z izjemno uspešim filmom Turks fruit. Na račun vloge v vojnem filmu Soldaat van Oranje (1977) je postal prepoznaven tudi mednarodno in se preselil v britanske in ameriške filme, kot je Nighthawks, kjer je zaigral mednarodnega terorista, in Iztrebljevalec z bržkone njegovo najbolj znano vlogo eksistencialno zavednega androida Roya Battyja. Kader ob koncu filma - »solze v dežju« - je eden od najbolj prepoznavnih samogovorov v zgodovini filma.
Nastop v Iztrebljevalcu mu je zagotovil nove vodilne vloge v filmih, kot so Ostermanov vikend, Ladyhawke, Flesh+Blood, Hitcher, Escape from Sobibor (zanj je prejel zlati globus za najboljšega stranskega igralca), Blind Fury, Blood of Heroes in Wedlock. V devetdesetih letih se je začel uveljavljati v pomembnih stranskih vlogah v filmih, kot so Buffy, ubijalka vampirjev, Izpovedi nevarnega uma, Mesto greha, Batman: Na začetku in Obred, z občasnimi zvezdnimi vlogami, kot je Hobo with a Shotgun.
Hauer je ustanovil združenje Rutger Hauer Starfish za ozaveščanje o Aidsu. 